# Oncidium donianum
Oncidium donianum là một loài thực vật có hoa trong họ Lan. Loài này được Bateman ex W.Baxter mô tả khoa học đầu tiên năm 1850.